# Ban Dakke (Xaysetha)
Ban Dakke – wieś położona w południowo-wschodnim Laosie, w prowincji Attapu, w dystrykcie Xaysetha.